# Библиотека Тяньцзинь Биньхай
Библиотека нового района Биньхай в Тяньцзине (кит. 天津滨海新区图书馆), получившая прозвище Глаз, — библиотека в Тяньцзине, Китай. Она является частью Бинхайского культурного центра, а также является одной из пяти его центральных достопримечательностей.

## Архитектура и описание
Пятиэтажная библиотека имеет общую площадь 33 700 квадратных метров. В ней есть террасные книжные полки от пола до потолка, способные вместить 1,2 миллиона книг , а также большая светящаяся сфера в центре, которая служит аудиторией на 110 человек. Библиотеку называют «Глаз», потому что сферу, которая выглядит как радужная оболочка, можно увидеть из парка снаружи через отверстие в форме глаза.
В первую неделю после открытия ежедневно приходило около 10 000 человек, что вызывало очереди на улице.
На первом и втором этажах расположены в основном холлы и читальные залы. На этажах выше есть компьютерные залы, конференц-залы и офисы. Также есть два патио на крыше. Из-за решения быстро достроить библиотеку и противоречия с тем, что было официально утверждено, главный атриум не может использоваться для хранения книг; комнаты, обеспечивающие доступ к верхним ярусам стеллажей, не были построены, и корешки книг были напечатаны на обратной стороне полки для фотографий в день открытия.

## Конструкция
Библиотека была спроектирована архитектурным бюро MVRDV из Роттердама вместе с Тяньцзиньским институтом городского планирования и дизайна (TUPDI), группой местных архитекторов. Из-за плотного графика строительства, проводимого местными властями, проект прошёл путь от предварительных чертежей до открытия дверей в течение трёх лет. Библиотека открылась в октябре 2017 года.